# Sarracenia
Sarracenia és un gènere de plantes amb flors que comprèn nou espècies de plantes carnívores nadiues d'Amèrica del Nord. El gènere pertany a la família Sarraceniaceae, que també conté els gèneres Darlingtonia i Heliamphora.
Sarracenia són plantes carnívores indígenes de l'est de Texas, àrea dels Grans Llacs i sud-est del Canadà, amb la majoria creixent en el sud-est dels Estats Units (solament S. purpurea neix en regions amb temperatures temperades). Les fulles de les plantes formen un túnel per atrapar insectes i produeixen enzims per digerir la seva presa. Els insectes són atrets per la secreció de nèctar així com una combinació d'olors i colors.

## Taxonomia
- Sarracenia alata
- Sarracenia flava
- Sarracenia leucophylla
- Sarracenia minor
- Sarracenia oreophila
- Sarracenia psittacina
- Sarracenia purpurea
- Sarracenia rosea
- Sarracenia rubra